# Chauchat
Le fusil-mitrailleur Chauchat est l'appellation commune du fusil-mitrailleur Mle 1915 CSRG. Sous l'impulsion du général Joffre, il a été mis en service dans l'infanterie française en 1916, durant la Première Guerre mondiale. Il fut également largement utilisé par l'armée américaine en 1917-1918. Arme légère, de poids et d'encombrement limités, le « FM Chauchat » augmenta nettement la densité des feux offensifs de l'infanterie. L'arme n'était pas sans réels problèmes, causés par des fabrications qui avaient été trop simplifiées afin de permettre d'urgence la très grande série (262 000 CSRG furent fabriqués en trois ans).

## Historique sommaire
En 1915, les troupes françaises étaient démunies de toute arme collective légère. Il était évident que ce type d'armement devenait indispensable dans le contexte d'une guerre moderne, en raison de sa maniabilité et du gain de puissance de feu qu'il procurait à une section d'infanterie. Sous l'impulsion directe du général Joffre, il fut donc décidé d'adopter le FM 1915 CSRG, surtout en raison de son faible coût et de l'équipement relativement peu spécialisé qu'il nécessitait pour sa fabrication.
Cette arme fut adaptée à partir d'un prototype datant de 1911, le fusil mitrailleur CS, qui tirait la munition de 8 mm du fusil Lebel réglementaire. Ce prototype avait été réalisé par le colonel Henri Chauchat (1863-1917), polytechnicien, et le contrôleur d'armes Charles Sutter, et réalisé à l'Atelier de construction de Puteaux (APX). L'essentiel de la production de série au profit des armées françaises et américaines fut réalisé au sein de l'usine des Cycles Gladiator, au Pré-Saint-Gervais, dirigée par Paul Ribeyrolles. La société SIDARME, filiale de la Compagnie des forges et aciéries de la Marine et d'Homécourt à Saint-Chamond, participa également aux fabrications en 1918.
Le sigle « CSRG » reprend les initiales de ces éléments (Chauchat, Sutter, Ribeyrolles et Gladiator).

### Le lieutenant-colonel Chauchat
Jacques Louis Henri Chauchat est le fils de Jacques-Henri Chauchat (1832-1897), conseiller d'État, chef de cabinet du Ministre des Travaux publics. Issu d'une lignée de notaires royaux à Saint-Vincent (Puy-de-Dôme) en Auvergne, fixée au début du XVIIIe siècle à Paris où elle a exercé des charges de finances, il descend de Jacques Ier Chauchat (Saint-Vincent 1691 - Paris 1769), marchand et bourgeois de Paris, de son fils Jacques II Chauchat (Paris 1730 - Paris 1785), échevin de Paris qui a laissé son nom à une rue du IXe arrondissement, et de son petit-fils Jacques III Chauchat (1757-1839) auditeur à la Chambre des comptes, payeur des rentes de l'Hôtel de ville de Paris.
Henri Chauchat est né à Paris en 1863. Élève de Polytechnique, il fait carrière dans l'artillerie. Membre en tant que capitaine de la Commission d'expériences de Versailles, il est ensuite employé à la manufacture d'armes de Puteaux puis à celle de Saint-Étienne. Dès 1911, il se spécialise dans les armes automatiques. Lieutenant-colonel puis colonel durant la Grande Guerre, il est à nouveau affecté à l'atelier de construction de Puteaux à partir de 1914. Il meurt à son domicile parisien en 1917. Il était père de 5 enfants (Henri, Maurice, Roger, Bernard et Alice), dont l'aîné Henri Chauchat (1893-1972) intègre à son tour en 1919 l'École polytechnique.

## Fonctionnement

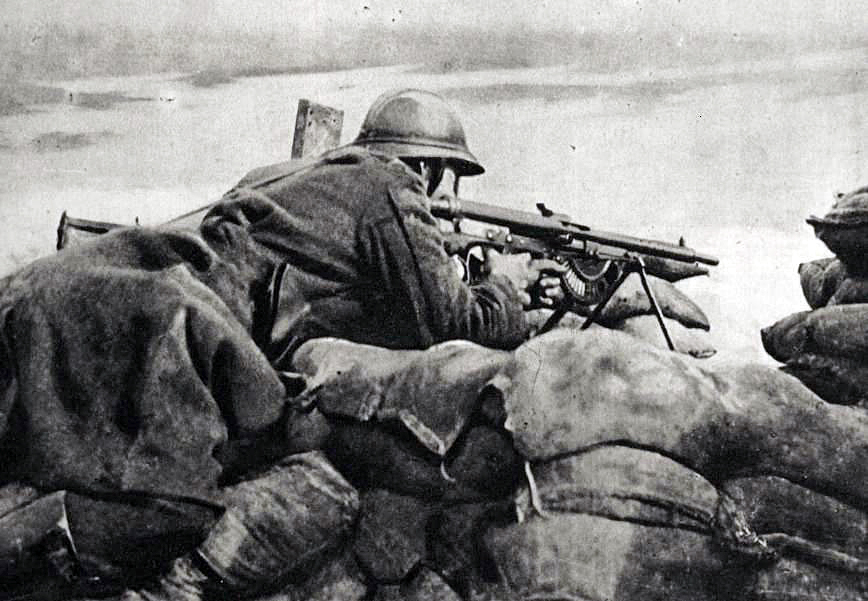
Soldat de l'armée belge avec un Chauchat en 1918.

Le FM Chauchat fonctionne par long recul du canon, un système breveté par Browning en 1900 et qui fut utilisé à partir de 1903 notamment par le fusil semi-automatique de chasse FN/Browning Auto-5, par le Remington Model 8 de 1906 et par le pistolet Frommer Stop (1911) (ce dernier n'est donc pas, comme parfois indiqué, le précurseur du FM Chauchat). 
Le FM Chauchat est refroidi par air et comporte un radiateur en aluminium. La crosse, la poignée-pistolet et la poignée antérieure cylindrique sont en bois, le canon est celui du fusil Lebel adapté. Son chargeur est semi-circulaire (modèle français M 1915, contenant 20 cartouches) ou cintré (M 1918 construit pour l'US Army). La munition utilisée à l'origine est la 8 mm Lebel, la même que celle du fusil Lebel dont les armées sont dotées à l'époque. Mais des variantes apparaitront : les armuriers militaires belges les convertirent en 7,65 mm Mauser., leurs homologues polonais et yougoslaves firent de même pour la cartouche de 8 mm Mauser, et pour l'armée américaine une version M 1918 fut directement fabriquée pour utiliser la .30-06 Springfield.
Malgré sa rusticité, la qualité de fabrication fut souvent critiquée provoquant des enrayements fréquents causés par le chargeur semi-circulaire. Le Chauchat « américain » en calibre .30-06 fut très sérieusement affecté par des problèmes d'extraction causés par une mauvaise finition de la chambre et du canon. Le FM Chauchat en 8 mm Lebel, lui, fonctionnait correctement mais au prix d'une grande attention dans le choix des chargeurs et leur remplissage. L'arme était mal protégée contre les intrusions de boue et poussière dans son mécanisme, et demandait donc beaucoup de méticulosité de la part des servants. Enfin le FM Chauchat s'échauffait rapidement (au bout d'environ 100 cartouches d'affilée ou 200 en rafales) et donc fonctionnait plus régulièrement en tir semi-automatique ou par courtes rafales.

## Usage tactique
Le FM Chauchat est assez léger pour être déplacé par des troupes à l'assaut, et même pour le tir en marchant, ce que ne permettaient pas les mitrailleuses (Maxim, Hotchkiss et Saint-Étienne modèle 1907) qui sont trop lourdes et ne pouvaient servir qu'à défendre une position fixe avec un emplacement dédié. Ainsi il augmente considérablement la puissance de feu des troupes qui attaquent.
L'arme est en théorie conçue pour une équipe de deux : un tireur et un pourvoyeur pour les munitions. Selon le manuel  le premier est doté de 16 chargeurs de 20 cartouches, le second en porte 704, soit un millier de cartouches à eux deux. Une arme de poing, et non un fusil, complète leur équipement. En pratique, c'est une équipe de quatre, avec en plus un second pourvoyeur pour les munitions et un observateur qui désigne les cibles que le tireur, concentré sur le fonctionnement assez délicat de l'arme, ne peut repérer lui-même. Le pourvoyeur est censé recharger pendant l'action les chargeurs qui ont été vidés, alors que l'opération est délicate (il faut éviter boue et poussière) et lente, et le poids de munitions est considérable : un chargeur de 20 cartouches pèse 300 grammes à vide et 850 quand il est plein, le havresac de 12 chargeurs pleins est donné pour 12 kilogrammes alors que l'arme elle-même n'en fait que 9, de sorte que le poids pour une journée de combat se mesure en dizaines de kilogrammes, ce qui justifie un second pourvoyeur. Malgré ses défauts, l'arme rend les services attendus et donne aux sections d'infanterie la forme qu'elles ont encore aujourd'hui : une équipe de servants d'arme collective et quelques tirailleurs autour, formant un ensemble interdépendant et solidaire.

## Production
De 1915 à 1918, 262 000 Chauchat M1915 en 8 mm Lebel furent produits au sein des "Usines des Cycles Gladiator" au Pré-Saint-Gervais et chez "Sidarme" à Saint-Chamond. Mises à l’épreuve du front, les fabrications Sidarme acquirent une meilleure réputation que les fabrications Gladiator.
En outre, une commande spéciale de 18 000 FM Chauchat M 1918 en calibre 30-06 US, fut entièrement fabriquée par Gladiator en 1918. Les FM Chauchat en 30-06 US furent largement rejetés par l’Armée américaine à cause de graves défauts résultant des fabrications chez Gladiator.

## Diffusion

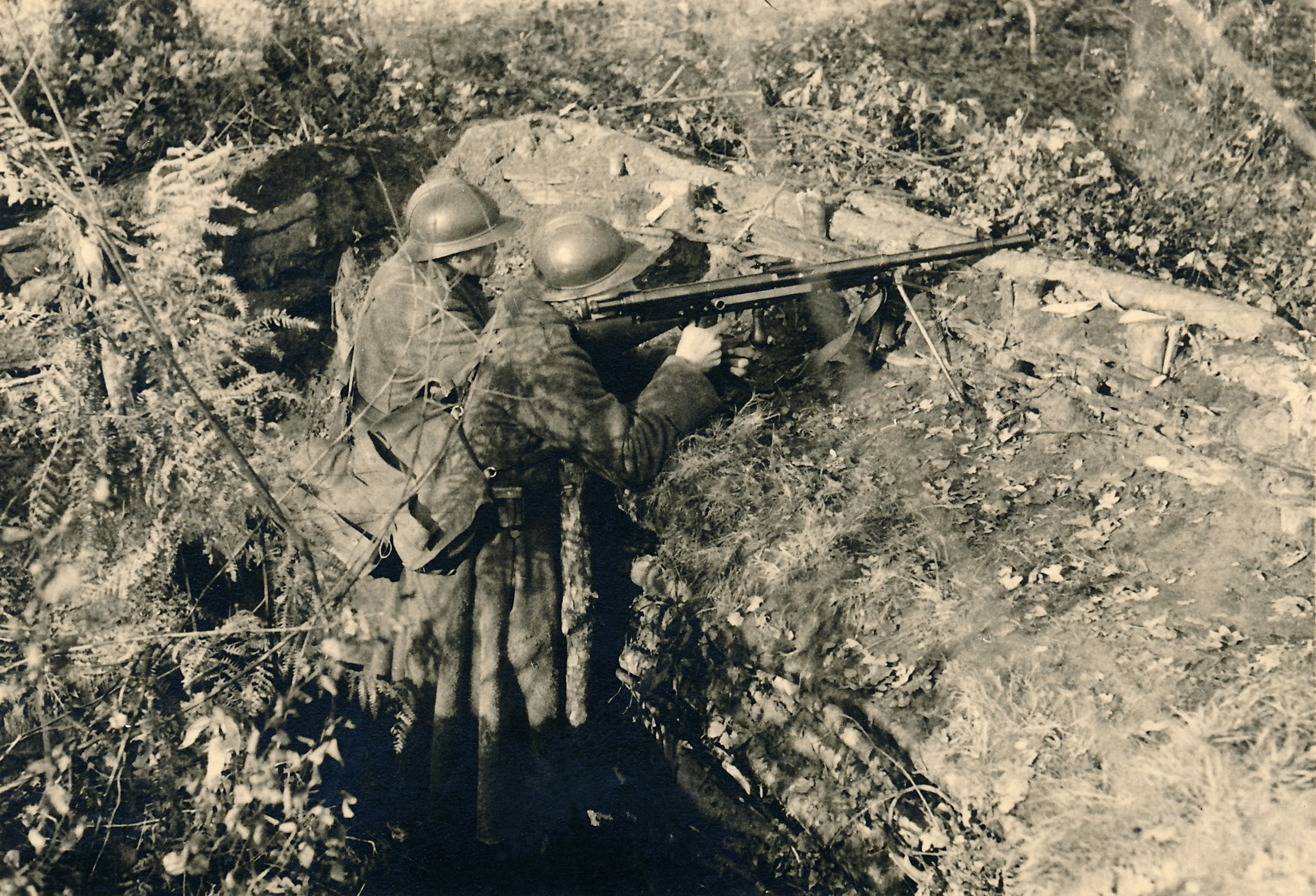
Mitrailleur et pourvoyeur d'un FM Chauchat en dotation au régiment 12A de l'armée belge à l'exercice en 1934.

Outre l'armée française, le CSRG fut utilisé par les soldats belges (6 900 armes), grecs (3 900), polonais (11 000 environ), russes et serbes. Durant la Grande Guerre, le Corps expéditionnaire américain en France reçut 39 000 M1915 et 18 000 M1918. Les Allemands l'utilisèrent aussi après en avoir capturé. Durant la Seconde Guerre mondiale, il fut à nouveau utilisé par la France, la Finlande et la Wehrmacht (stocks français polonais, grecs, yougoslaves ou belges). Il était encore utilisé par les soldats syriens lors de la guerre contre Israël en 1948.